# Reinickendorf (dzielnica)
Reinickendorf, Berlin-Reinickendorf – dzielnica (Ortsteil) Berlina w okręgu administracyjnym Reinickendorf. Od 1 października 1920 w granicach miasta.

## Transport
W dzielnicy znajduje się stacja kolejowa Berlin Alt-Reinickendorf.
Przez dzielnicę przebiega linia U6 metra ze stacjami:
- Otisstraße
- Scharnweberstraße
- Kurt-Schumacher-Platz

linia U8 metra ze stacjami:
- Berlin Karl-Bonhoeffer-Nervenklinik
- Lindauer Allee
- Paracelsus-Bad
- Residenzstraße
- Franz-Neumann-Platz (Am Schäfersee)